# Armée rouge unifiée
L'Armée rouge unifiée (連合赤軍, Rengō Sekigun) est un groupe armé révolutionnaire japonais du début des années 1970. Fondé le 15 juillet 1971, ce groupe est surtout connu pour sa dérive sectaire qui a conduit ses membres à s'entretuer, les chefs exécutant une partie des militants au cours de séances d'« autocritiques » internes. Ce qui reste de l'organisation est ensuite démantelé par la police japonaise en 1972.

## Formation
L'Armée rouge unifiée est issue des milieux de l'extrême gauche et de la Nouvelle gauche japonaise du début des années 1970. Tirant les conséquences de l'échec des mouvements étudiants de la décennie passée, certains militants gauchistes s'expatrient pour porter la révolution à une échelle internationale. C'est le cas de Fusako Shigenobu qui, prenant la direction de la branche internationale de  la Faction armée rouge (赤軍派, Sekigunha) (marxiste-léniniste-maoïste), part en février 1971 au Liban d'où elle fondera l'Armée rouge japonaise un an plus tard. D'autres, attachés au projet d'une révolution nationale populaire, se regroupent et passent dans la clandestinité : l'Armée rouge unifiée naît ainsi de la fusion entre la Faction armée rouge (marxiste-léniniste-maoïste), dirigée depuis avril 1970 par Tsuneo Mori, et le Comité du Parti communiste japonais de la préfecture de Kanagawa, alias Groupe Keihin de lutte contre le traité conjoint de sécurité (京浜安保共闘, Keihin Anpo Kyōtō) dirigé par Hiroko Nagata. L'Armée rouge unifiée compta vingt-neuf membres dont quatorze furent exécutés par le groupe en moins d'un an.

## Purges internes
En août 1971, deux déserteurs sont lynchés et leurs corps enterrés dans le marais d'Inba dans la préfecture de Chiba. Durant l'hiver 1971–1972, l'Armée rouge unifiée se cache dans les montagnes de la préfecture de Gunma. Ils établissent des camps et s'entraînent à des fins militaires. Leurs chefs encouragent les combattants à examiner leurs faiblesses en critiquant et s'auto-critiquant, et ces sessions tournent en lynchage. Le groupe purge lui-même un par un les membres jugés insuffisamment « révolutionnaires ». La plupart des douze victimes sont attachées à des poteaux et laissées dans le froid, mais certaines sont battues à mort ou égorgées avec des couteaux. Le premier meurt le 31 décembre et le dernier le 12 février. Plus tard, les chefs de l'Armée rouge unifiée n'admettront pas les tueries, qu'ils nommeront « mort par défaitisme » (敗北死, Haiboku shi). Michaël Prazan relie ce massacre à  « une sorte de fanatisme qui demeure depuis la seconde guerre mondiale, mais bien avant certainement, dans une certaine forme de mentalité sacrificielle et radicale japonaise ». À la mi-février, deux hommes s'échappent et les autres décident d'abandonner leur base en montagne, mais la police se rapproche d'eux.

## Fin du groupe
Le 17 février 1972, la police, qui a découvert, non loin du mont Haruna, l’une des plus récentes caches de l’ARU, arrête ses deux leaders à Myōgi puis, le 19, quelques autres membres du groupuscule à la gare de Karuizawa (préfecture de Nagano).
Les cinq derniers militants échappant encore à la police prennent une femme en otage et résistent durant neuf jours dans une auberge de montagne lors de l'affaire du chalet Asama. À la fin du siège, deux policiers et un civil sont morts.
Tsuneo Mori se suicide en prison le 1er janvier 1973. Hiroko Nagata et Hiroshi Sakaguchi (ja) sont condamnés à mort. Nagata meurt le 5 février 2011 d'un cancer du cerveau en prison. Sakaguchi est toujours incarcéré.
La violence du groupe a discrédité toutes les demandes et revendications portées par le mouvement étudiant japonais des années 1960, mais aussi fortement affaibli la gauche réformiste communiste ou socialiste.

## Dans la fiction
L'Armée rouge unifiée est le sujet d'un docufiction : United Red Army, sorti en 2007 et réalisé par Kōji Wakamatsu.
Dans le manga Inspecteur Kurokôchi, un haut responsable de la police japonaise transmet secrètement le butin du casse des 300 millions de yen à l'Armée rouge unifiée afin de s'en servir comme appât pour coincer les terroristes japonais disséminés à l'étranger. Le groupe armé utilise les fonds pour acheter des armes au bloc de l'Est et les transmettre à des groupes terroristes de gauche dans le monde entier, tout en fournissant les mafias de l'ouest en drogues d'Asie du Sud-Est et du Moyen-Orient avant que la police ne dénonce chaque terroriste repéré aux forces de police étrangères.
La série d'OAV Angel Cop met en scène un groupe terroriste communiste japonais, Red May, inspiré de l'Armée rouge unifiée.
Dans le roman d'espionnage de la série SAS, intitulé Les Otages de Tokyo, publié en 1975, le prince Malko Linge doit faire face à un groupe de terroristes appartenant au Sekigun et menée par la dangereuse Hiroko Okada qui prennent en otage l'ambassadeur des États-Unis à Tokyo pour l'échanger contre l'un de leurs camarades.